# Stigmatophora confusa
Stigmatophora confusa là một loài bướm đêm thuộc phân họ Arctiinae, họ Erebidae.